# Domaine de chasse de Gangala na Bodio
Le domaine de chasse de Gangala na Bodio est une aire protégée de la république démocratique du Congo, située dans la Province orientale. Elle tient son nom de la localité de Gangala na Bodio. Elle est contigüe au parc national de la Garamba au nord, au domaine de chasse des Azande à l’ouest et au domaine de chasse Mondo-Missa à l’est.